# Кюксак-Кабардес
Кюкса́к-Кабарде́с (фр. Cuxac-Cabardès) — коммуна во Франции, находится в регионе Лангедок — Руссильон. Департамент коммуны — Од. Входит в состав кантона Сессак. Округ коммуны — Каркасон.
Код INSEE коммуны — 11115.

## Население
Население коммуны на 2008 год составляло 923 человека.
| 1962 | 1968 | 1975 | 1982 | 1990 | 1999 | 2008 |
| ---- | ---- | ---- | ---- | ---- | ---- | ---- |
| 664  | 669  | 689  | 695  | 724  | 854  | 923  |

## Экономика
В 2007 году среди 551 человека в трудоспособном возрасте (15—64 лет) 316 были экономически активными, 235 — неактивными (показатель активности — 57,4 %, в 1999 году было 59,5 %). Из 316 активных работалио 285 человек (160 мужчин и 125 женщин), безработных было 31 (16 мужчин и 15 женщин). Среди 235 неактивных 40 человек были учениками или студентами, 101 — пенсионерами, 94 были неактивными по другим причинам.